# Asamblea General de Illinois
La Asamblea General de Illinois (en inglés: Illinois General Assembly) es la legislatura estatal (órgano encargado del Poder legislativo) del estado de Illinois, en Estados Unidos. Está constituida por la Cámara de Representantes de Illinois y el Senado de Illinois. La Asamblea General fue creada por la primera constitución estatal adoptada en 1818. El Senado estatal tiene 59 miembros, mientras que la Cámara tiene 118 miembros, cada uno elegido de distritos uninominales. Un distrito del Senado se forma combinando dos distritos adyacentes de la Cámara. La actual Asamblea General es la 102 de Illinois. La Asamblea General se reúne en el Capitolio del Estado de Illinois en Springfield, Illinois . Las leyes de su sesión generalmente se adoptan por mayoría de votos en ambas cámaras y tras obtener el consentimiento del Gobernador de Illinois . Se publican en las leyes oficiales de Illinois .

## Historia
La Asamblea General de Illinois fue creada por la primera constitución estatal adoptada en 1818. Inicialmente, el estado no tenía partidos políticos organizados, pero el Partido Demócrata y el Partido Whig comenzaron a formarse en la década de 1830.
El futuro presidente de los Estados Unidos, Abraham Lincoln, hizo campaña con éxito como miembro del Partido Whig para servir en la Asamblea General en 1834. Sirvió cuatro mandatos sucesivos de 1834 a 1842 en la Cámara de Representantes de Illinois, apoyando el sufragio ampliado y el desarrollo económico. El Partido Republicano de Illinois se organizó en una conferencia celebrada en Major's Hall en Bloomington, Illinois, el 29 de mayo de 1856. Sus miembros fundadores procedían del antiguo Partido Whig en Illinois después de que sus miembros se unieran a varias facciones políticas locales poderosas, incluido, en particular, el movimiento Demócrata Independiente de Chicago que ayudó a elegir a James Hutchinson Woodworth como alcalde en 1848.
Durante las elecciones de 1860 en las que Lincoln fue elegido presidente, Illinois también eligió un gobernador y una legislatura republicanos, pero los juicios de guerra ayudaron a devolver la legislatura estatal a los demócratas en 1861.  La legislatura liderada por los demócratas investigó los gastos de guerra del estado y el tratamiento de las tropas de Illinois, pero con pocos beneficios políticos.  También trabajaron para enmarcar una nueva constitución estatal apodada la " Constitución de Copperhead ", que le habría dado al sur de Illinois una mayor representación e incluido disposiciones para desalentar la banca y la circulación de papel moneda.  Los votantes rechazaron cada una de las disposiciones de la constitución, excepto las prohibiciones sobre asentamientos negros, votaciones y cargos públicos.  El Partido Demócrata llegó a representar el escepticismo en el esfuerzo de guerra, hasta que el líder demócrata de Illinois, Stephen A. Douglas, cambió su postura y prometió su total apoyo a Lincoln. 
El Partido Demócrata arrasó en las elecciones de 1862.  Aprobaron resoluciones denunciando la conducción de la guerra por parte del gobierno federal e instando a un armisticio inmediato y una convención de paz en la Cámara de Representantes de Illinois, lo que llevó al gobernador republicano a suspender la legislatura por primera vez en la historia del estado.  En 1864, los republicanos arrasaron en la legislatura estatal y, en el momento del asesinato de Lincoln, Illinois era un estado sólidamente republicano. 
En 1877, John WE Thomas fue el primer afroamericano elegido a la legislatura. En 1922, Lottie Holman O'Neill fue elegida para la Cámara de Representantes de Illinois, convirtiéndose en la primera mujer legisladora de la Asamblea General de Illinois.
De 1870 a 1980, el estado se dividió en 51 distritos legislativos, cada uno de los cuales eligió un senador y tres representantes. Los representantes fueron elegidos por votación acumulativa, en la que un votante tenía tres votos que podían distribuirse entre uno, dos o tres candidatos. Este sistema fue abolido con la Enmienda Cutback en 1980. Desde entonces, la Cámara ha sido elegida de 118 distritos uninominales formados dividiendo los 59 distritos del Senado por la mitad. Cada senador está " asociado " con dos representantes.
El futuro presidente de los Estados Unidos, Barack Obama, fue elegido para el Senado de Illinois en 1996, sirviendo allí hasta 2004, cuando fue elegido para el Senado de los Estados Unidos.

## Condiciones de los miembros
Los miembros de la Cámara de Representantes son elegidos por un período de dos años sin límites de mandato .
Los miembros del Senado de Illinois sirven dos mandatos de cuatro años y un mandato de dos años cada década. Esto asegura que las elecciones al Senado reflejen los cambios realizados cuando la Asamblea General se redistribuye después de cada censo de los Estados Unidos . Para evitar cambios completos en la membresía (excepto después de un censo intermedio), no todos los senadores son elegidos simultáneamente. Los ciclos de mandato para el Senado están escalonados, y la ubicación del mandato de dos años varía de un distrito a otro. Los términos de cada distrito se definen como 2-4-4, 4-2-4 o 4-4-2. Al igual que los miembros de la Cámara, los senadores se eligen sin límite de mandato.

## Oficiales
Los miembros de la Asamblea General se eligen al comienzo de cada año par. Los representantes de la Cámara eligen entre sus miembros a un Portavoz y un Portavoz pro tempore, proveniente del partido mayoritario en la cámara. El Secretario de Estado de Illinois convoca y supervisa la sesión de apertura de la Cámara y la votación de los líderes. Los senadores estatales eligen de la cámara a un presidente del Senado, convocado y bajo la supervisión del gobernador . Desde la adopción de la actual Constitución de Illinois en 1970, el Vicegobernador de Illinois no se desempeña en ninguna capacidad legislativa como Presidente del Senado, y sus poderes de oficina se han transferido a otras capacidades. El Auditor General de Illinois es un funcionario legislativo designado por la Asamblea General que revisa la legalidad de todos los gastos estatales.

## Sesiones y titulaciones

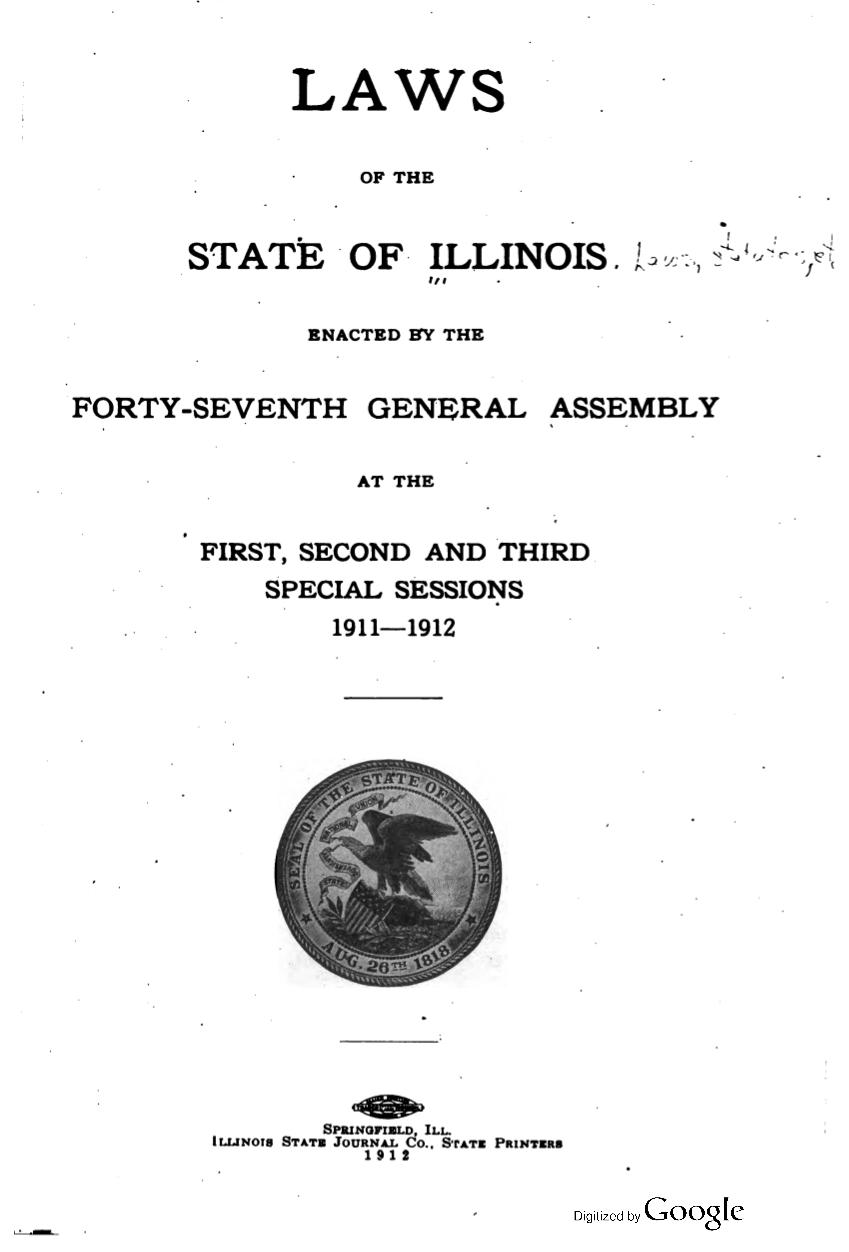
Página de título de las leyes de Illinois de 1912

El primer día de trabajo oficial de la Asamblea General es el segundo lunes de enero de cada año, con el Secretario de Estado convocando a la Cámara y el gobernador convocando al Senado. Para poder servir como miembro en cualquiera de las cámaras de la Asamblea General, una persona debe ser ciudadano estadounidense, tener al menos 21 años de edad y, ser residente del distrito al que representa durante los dos años anteriores a su elección o nombramiento.  En la elección general que sigue a una redistribución de distritos, un candidato para cualquier cámara de la Asamblea General puede ser elegido de cualquier distrito que contenga una parte del distrito en el que residía en el momento de la redistribución de distritos y reelegido si es un residente del nuevo distrito. distrito que representa durante 18 meses antes de la reelección. 

### Restricciones
Los miembros de la Asamblea General no pueden ocupar otros cargos públicos ni recibir nombramientos del gobernador, y sus sueldos no pueden aumentarse durante su mandato.

## Poderes de veto
La Asamblea General tiene el poder de anular los vetos de los gobernadores a través de una mayoría de tres quintos en cada cámara. El gobernador tiene diferentes tipos de veto, como veto total y veto de reducción. Si el gobernador decide que el proyecto de ley necesita cambios, solicitará un veto modificatorio.